# Comuna Plopu, Prahova
Plopu (în trecut, Hârsa) este o comună în județul Prahova, Muntenia, România, formată din satele Gâlmeia, Hârsa, Nisipoasa și Plopu (reședința).

## Așezare
Comuna Plopu se află în centrul județului, la nord-est de Ploiești, în bazinul mediu și superior al râului Bucovel. Este traversată de șoseaua județeană DJ102E, care o leagă spre sud-vest de Bucov (unde se termină în DN1B) și spre est de Iordăcheanu. Din această șosea, lângă satul Plopu, se ramifică DJ232, care leagă comuna de orașul Boldești-Scăeni (unde se termină în DN1A).

## Demografie
Componența etnică a comunei Plopu
     Români (94,44%)
     Alte etnii (0,08%)
     Necunoscută (5,48%)
Componența confesională a comunei Plopu
     Ortodocși (90,79%)
     Evanghelici (1,72%)
     Alte religii (1,59%)
     Necunoscută (5,9%)
Conform recensământului efectuat în 2021, populația comunei Plopu se ridică la 2.390 de locuitori, în creștere față de recensământul anterior din 2011, când fuseseră înregistrați 2.359 de locuitori. Majoritatea locuitorilor sunt români (94,44%), iar pentru 5,48% nu se cunoaște apartenența etnică. Din punct de vedere confesional, majoritatea locuitorilor sunt ortodocși (90,79%), cu o minoritate de evanghelici (1,72%), iar pentru 5,9% nu se cunoaște apartenența confesională.

## Politică și administrație
Comuna Plopu este administrată de un primar și un consiliu local compus din 11 consilieri. Primarul, Adrian Bălănescu[*], de la Partidul Național Liberal, este în funcție din 2012. Începând cu alegerile locale din 2024, consiliul local are următoarea componență pe partide politice:
|  | Partid                    | Consilieri | Componența Consiliului | Componența Consiliului | Componența Consiliului | Componența Consiliului | Componența Consiliului | Componența Consiliului | Componența Consiliului | Componența Consiliului |
|  | ------------------------- | ---------- | ---------------------- | ---------------------- | ---------------------- | ---------------------- | ---------------------- | ---------------------- | ---------------------- | ---------------------- |
|  | Partidul Național Liberal | 8          |                        |                        |                        |                        |                        |                        |                        |                        |
|  | Partidul Social Democrat  | 3          |                        |                        |                        |                        |                        |                        |                        |                        |

## Istorie
La sfârșitul secolului al XIX-lea, comuna purta numele de Hârsa (după reședința de atunci) și avea în componență, pe lângă satele actuale, și satele Vărbila și Valea Cucului, făcând parte din plasa Podgoria a județului Prahova. Comuna avea 1863 de locuitori ce locuiau în 402 case, o școală frecventată de 45 de elevi și 5 biserici — câte una în fiecare sat, cu excepția satului Gâlmeia. În 1925, Anuarul Socec o consemnează în plasa Cricovul, având 3375 de locuitori, iar apoi în 1938 făcea parte din plasa Urlați a aceluiași județ. În 1950, a fost inclusă în raionul Urlați din regiunea Prahova și apoi în raionul Ploiești din regiunea Ploiești. În 1968, județul Prahova s-a reînființat, iar comuna a primit numele de Plopu, de la noua sa reședință, satele Vărbila și Valea Cucului trecând la comuna Iordăcheanu.

## Monumente istorice
Singurul obiectiv din comuna Plopu inclus în lista monumentelor istorice din județul Prahova ca monument de interes local, clasificat fiind ca monumente de arhitectură, este biserica de lemn „Sfinții Atanasie și Chiril” (prima jumătate a secolului al XIX-lea) aflată în cimitirul din Plopu.

## Personalități născute aici
- Ciprian Baican (n. 2004), sportiv la tir cu arcul.